# Fort de Lazzeretto
Le fort de Lazzeretto (en italien : Forte del Lazzeretto), est un fort côtier situé à Porto Santo Stefano, une frazione la commune de Monte Argentario (province de Grosseto), en Toscane. Il se trouve sur la côte nord du promontoire de l'Argentario.

## Historique
Le fort côtier a été construit par les Français en 1805, pendant la période napoléonienne, avec la double fonction de structure défensive côtière et de lieu de quarantaine pour ceux qui contractaient de graves maladies infectieuses (à cette époque, quelques cas de fièvre jaune dans la région sévissaient). 
La partie du complexe utilisée à des fins défensives était équipée d'une batterie capable de frapper tous les navires ennemis qui s'en approchaient ; cependant, en 1808, le fort fut capturé par des soldats britanniques qui arrivèrent de manière inattendue à bord d'une série de bateaux.
Au milieu du XIXe siècle, le fort fut renforcé et, plus tard, les salles de quarantaine furent abandonnées et transformées en bureaux de santé locaux. Passant sous la juridiction du royaume d'Italie, l'édifice continue ses fonctions défensives, intégrant partiellement le fort de Pozzarello qui fut construit plus à l'est.
La structure a été partiellement détruite lors des bombardements de la Seconde Guerre mondiale ; à sa place a été construit le bâtiment qui abrite le siège du service maritime de Porto Santo Stefano.

## Description
Le fort du Lazzeretto se présentait comme un édifice de plan rectangulaire divisé en deux niveaux. Le long de la façade principale, elle comportait deux portes d'entrée rectangulaires, entrecoupées de fenêtres quadrangulaires, qui ouvraient également au niveau supérieur. La partie supérieure se terminait par une toiture à quatre versants.